# Haggi Muhammad

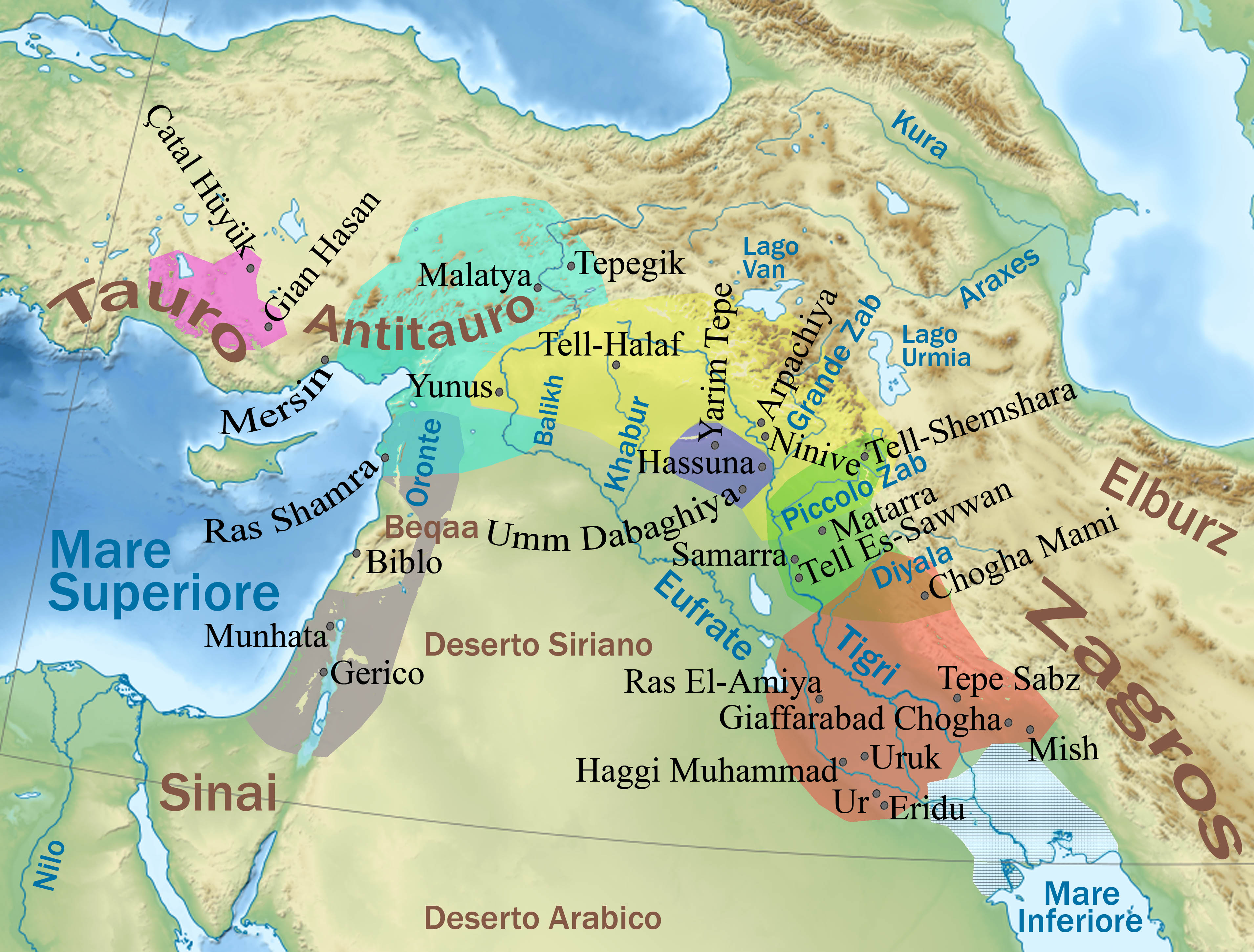
Zones d'influence de différentes cultures de la période moyenne Halaf, 5600-4500 (Les dimensions du golfe Persique sont celles supposées vers 3000 av. J.-C.)
Légende (du sud-est au nord-ouest environ) :
Culture de Haggi Muhammad
Culture de Samarra
Culture de Halaf
Culture de Hassuna
Culture "type Halaf"
Céramique anatolienne
Amuq D et céramique néolithique B palestinienne
(région de Biblo) : Néolithique moyen de Biblo

Haggi Muhammad (également appelé Hajji Muhammad) est un site archéologique et un petit tell de Basse-Mésopotamie, situé à 15 km au sud-ouest de Warka (l'ancienne Uruk), au bord de l'Euphrate, dans le Sud de l'Irak. Il donne son nom à une phase de la culture d'Obeïd, qui dure de 5000 à 4500 av. J.-C.. En particulier, ce serait un développement de la culture d'Eridu (Obeïd 2).

## Fouilles
Maintenant enseveli sous les alluvions de l'Euphrate (le site se trouvait sur la rive gauche), le tell a été fouillé par Arnold Nöldeke (qui travaillait également à Warka), puis Ernst Heinrich y a découvert un village appartenant à la culture d'Obeïd.

## Céramique
Christiane Ziegler a étudié 500 pièces de la poterie distinctive Haggi Muhammad, décrivant les motifs peints en noir ou marron (principalement des gallons, des arêtes de poisson, des losanges). L'argile est verte ou chamois et les traits sont croisés et épais, jusqu'à recouvrir presque entièrement la surface. Il s'agit d'une céramique faite à la main : les pâtes utilisées pour les plats et les bols sont acceptables, alors que celle utilisée pour les bocaux et les bocaux est grossière. Dans une couche de deux mètres, cette céramique est associée à l'argile et à la canne pour les habitations (cabanes).
Des céramiques de la phase Haggi Muhammad ont été découvertes en Basse Mésopotamie (Ras al Amiya, Uqair, et Ur), plus au nord, dans la province de Diyala, et à proximité de Qaḑā 'Mandalī (Choga Mami, Tell Abada et Sangur B), et même en Arabie saoudite (Ain Qannas).

## Autres vestiges
Parmi les autres matériaux trouvés in situ, on compte des vases en pierre, des houes, des faucilles d'argile, des haches, des aiguilles en os, ainsi que des silhouettes féminines en argile, à têtes de reptiles (nues et dressées), qui ressemblent complètement à celles d'Obeïd.

## Schéma chronologique
| Schéma chronologique du néolithique au Proche-Orient | Schéma chronologique du néolithique au Proche-Orient | Schéma chronologique du néolithique au Proche-Orient | Schéma chronologique du néolithique au Proche-Orient                             | Schéma chronologique du néolithique au Proche-Orient | Schéma chronologique du néolithique au Proche-Orient | Schéma chronologique du néolithique au Proche-Orient | Schéma chronologique du néolithique au Proche-Orient |
| 6000                                                 | Khabour                                              | Monts Sinjar (Assyrie)                               | Tigre moyen                                                                      | Basse Mésopotamie                                    | Khouzistan                                           | Anatolie                                             | Syrie                                                |
| ---------------------------------------------------- | ---------------------------------------------------- | ---------------------------------------------------- | -------------------------------------------------------------------------------- | ---------------------------------------------------- | ---------------------------------------------------- | ---------------------------------------------------- | ---------------------------------------------------- |
| 5600                                                 |                                                      | Umm Dabaghiya (it)                                   |                                                                                  |                                                      | Muhammad Giaffar                                     | Çatal Höyük (6300-5500)                              | Amuq (it) A                                          |
| 5200                                                 | Halaf antique                                        | Hassuna                                              | Samarra antique (5600-5400) Samarra moyen (5400-5000) Samarra tardif (5000-4800) |                                                      | Susiana A                                            | Hacilar (en) Mersin 24-22                            | Amuq (it) B                                          |
| 4800                                                 | Halaf moyen                                          | Hassuna tardif Gawra 20                              | Samarra antique (5600-5400) Samarra moyen (5400-5000) Samarra tardif (5000-4800) | Eridu (= Obeïd 1) Eridu 19-15                        | Tepe Sabz (it)                                       | Hacilar (en) Mersin 22-20                            | Amuq (it) C                                          |
| 4500                                                 | Halaf tardif                                         | Gawra 19-18                                          |                                                                                  | Haggi Muhammad (= Obeïd 2) Eridu 14-12               | Khazineh Susiana B                                   | Gian Hasan Mersin 19-17                              | Amuq (it) D                                          |